# 23 décembre 1943
Le jeudi 23 décembre 1943 est le 357e jour de l'année 1943.

## Naissances
- Butler Lampson, informaticien américain
- Christa Lang, actrice
- Elizabeth Hartman (morte le 10 juin 1987), actrice américaine (1943-1987)
- Gianni Ambrosio, prélat catholique italien
- Harry Shearer, acteur américain
- Inder Singh, footballeur indien
- Kenji Maruyama, écrivain japonais
- Margaret MacMillan, historienne canadienne
- Merrell Fankhauser, auteur-compositeur-interprète américain
- Mikhaïl Gromov, mathématicien russe et français
- René Grenier (mort le 5 février 2004), coureur cycliste français
- Silvia Sommerlath, reine consort de Suède

## Décès
- Charles Brennus (né le 30 novembre 1859), sculpteur français
- George Henry (né en 1858), peintre écossais
- Léon Zadoc-Kahn (né le 2 septembre 1870), médecin français, déporté et assassiné
- Max-Albert Decrouez (né le 9 mars 1878), peintre

## Événements
- Fin de la bataille du Dniepr